# Bilbile
Bilbile (Pycnonotidae) – rodzina ptaków z rzędu wróblowych (Passeriformes), obejmująca ponad 150 gatunków.

## Występowanie
Rodzina obejmuje gatunki występujące w Afryce oraz tropikalnej i subtropikalnej Azji.

## Charakterystyka
Są to ptaki średniej lub małej wielkości, z których większość jest owocożerna. Niektóre gatunki są jaskrawo upierzone, jednak większość ma nierzucające się w oczy ubarwienie.
Wiele gatunków wyspecjalizowało się w zajmowaniu niszy ekologicznej koron drzew lasów tropikalnych. Składają do pięciu najczęściej fioletoworóżowych jaj.

## Podział systematyczny
Do rodziny zaliczane są następujące rodzaje:

- Stelgidillas Oberholser, 1899 – jedynym przedstawicielem jest Stelgidillas gracilirostris (Strickland, 1844) – bilbil cienkodzioby
- Calyptocichla Oberholser, 1905 – jedynym przedstawicielem jest Calyptocichla serinus (J. Verreaux & E. Verreaux, 1855) – bilbil kanarkowy
- Andropadus Swainson, 1832 – jedynym przedstawicielem jest Andropadus importunus (Vieillot, 1818) – bilbil zuchwały
- Neolestes Cabanis, 1875 – jedynym przedstawicielem jest Neolestes torquatus Cabanis, 1875 – obręczak
- Bleda Bonaparte, 1857
- Atimastillas Oberholser, 1905 – jedynym przedstawicielem jest Atimastillas flavicollis (Swainson, 1837) – bilbilak
- Ixonotus J. Verreaux & E. Verreaux, 1851 – jedynym przedstawicielem jest Ixonotus guttatus J. Verreaux & E. Verreaux, 1851 – plamolotek
- Thescelocichla Oberholser, 1905 – jedynym przedstawicielem jest Thescelocichla leucopleura (Cassin, 1855) – bilbilowiec
- Baeopogon F. Heine Sr., 1860
- Chlorocichla Sharpe, 1882
- Arizelocichla Oberholser, 1905
- Eurillas Oberholser, 1899
- Criniger Temminck, 1820
- Phyllastrephus Swainson, 1832
- Tricholestes Salvadori, 1874 – jedynym przedstawicielem jest Tricholestes criniger (Blyth, 1845) – szczeciak włochaty
- Setornis Lesson, 1839 – jedynym przedstawicielem jest Setornis criniger Lesson, 1839 – szczeciak hakodzioby
- Alophoixus E.W. Oates, 1889
- Iole Blyth, 1844
- Acritillas Oberholser, 1905 – jedynym przedstawicielem jest Acritillas indica (Jerdon, 1839) – szczeciak złotolicy
- Hemixos Blyth, 1845 – jedynym przedstawicielem jest Hemixos flavala Blyth, 1845 – szczeciak zmienny
- Ixos Temminck, 1825
- Hypsipetes Vigors, 1831
- Alcurus Blyth, 1843 – jedynym przedstawicielem jest Alcurus striatus (Blyth, 1842) – bilbil kreskowany
- Bonapartia Büttikofer, 1896
- Microtarsus Eyton, 1839
- Rubigula Blyth, 1845
- Nok Fuchs, Pasquet, Stuart, Woxvold, Duckworth & Bowie, 2018 – jedynym przedstawicielem jest Nok hualon (Woxvold, Duckworth & Timmins, 2009) – bilbil łysy
- Spizixos Blyth, 1845
- Pycnonotus Boie, 1826